# Ligne Yongin Everline
La ligne Yongin Everline est une ligne entièrement automatique incluse dans le réseau du Métro de Séoul. Elle est ouverte en 2013.

## Situation sur le réseau

Plan du réseau (2023)

## Historique
Le chantier de construction de la ligne débute en 2005 et s'achève en 2010.
La ligne est mise en service le 25 avril 2013

## Infrastructure

### Ligne
Majoritairement établie en aérien la ligne est longue de 18,1 km.

### Stations
La ligne dispose de 15 stations.
| Code | Station                            | Correspondance | Distance en km | Distance cumulée | Ville     | Arrondissement |
| ---- | ---------------------------------- | -------------- | -------------- | ---------------- | --------- | -------------- |
|      |                                    |                |                |                  |           |                |
| Y110 | Giheung                            |                | ---            | 0,000            | Yongin-si | Giheung-gu     |
| Y111 | Université Kangnam                 |                | 1,044          | 1,044            | Yongin-si | Giheung-gu     |
| Y112 | Jiseok                             |                | 1,062          | 2,106            | Yongin-si | Giheung-gu     |
| Y113 | Eojeong                            |                | 0,918          | 3,024            | Yongin-si | Giheung-gu     |
| Y114 | Dongbaek                           |                | 1,185          | 4,209            | Yongin-si | Giheung-gu     |
| Y115 | Chodang                            |                | 1,097          | 5,306            | Yongin-si | Giheung-gu     |
| Y116 | Samga                              |                | 2,591          | 7,897            | Yongin-si | Cheoin-gu      |
| Y117 | Hôtel de ville – Université Yongin |                | 1,045          | 8,942            | Yongin-si | Cheoin-gu      |
| Y118 | Université Myongji                 |                | 1,034          | 9,976            | Yongin-si | Cheoin-gu      |
| Y119 | Gimnyangjang                       |                | 0,755          | 10,731           | Yongin-si | Cheoin-gu      |
| Y120 | Stadium·Songdam College            |                | 0,945          | 11,676           | Yongin-si | Cheoin-gu      |
| Y121 | Gojin                              |                | 0,935          | 12,611           | Yongin-si | Cheoin-gu      |
| Y122 | Bopyeong                           |                | 1,750          | 14,361           | Yongin-si | Cheoin-gu      |
| Y123 | Dunjeon                            |                | 1,027          | 15,388           | Yongin-si | Cheoin-gu      |
| Y124 | Jeondae–Everland                   |                | 2,626          | 18,014           | Yongin-si | Cheoin-gu      |
|      |                                    |                |                |                  |           |                |

## Exploitation

### Matériel roulant
Le parc dispose de « 30 véhicules sans conducteur (Innovia ART 200) », fournis par Bombardier.

## Projets
Un projet de prolongation de 6,8 km la ligne est envisagé  de la Station de Giheung à la Station de Gwanggyo sur la DXLINE. Dans ce sens, en 2016, Neo Trans, l'opérateur de la ligne Sin Bundang, a repris l'exploitation du métro léger de Yongin.